# Berthil Paulson
Astor Paul Berthil Paulson, född 12 augusti 1911 i Bronx i New York, död 31 december 2008 i Vällingby i Stockholm, var en svensk pastor, evangelist och författare.

## Biografi
Berthil Paulson var son till disponenten Ivar Paulsson och hans hustru Edith, född Davidson. Han föddes i New York och växte upp i Skåne och Stockholm. Föräldrarna tillhörde Frälsningsarmén men gick över till Svenska Missionsförbundet. Berthil genomgick realskola, tre månadslånga evangelistkurser 1931–1933, Missionsskolan (senare Teologiska Seminariet) på Lidingö 1934–1938 samt studier på North Park College (senare North Park University) i Chicago hösten 1938. Den svensk-finländske evangelisten Frank Mangs blev hans mentor och så småningom en nära vän, samtidigt som han fick mycket inspiration från Oxfordgrupprörelsen. Paulson blev Bolidens missionsförsamlings förste egne pastor 1939 innan han 1941 blev riksevangelist inom Svenska Missionsförbundet, vilket han var till sin pensionering 1977.
Han var en av Svenska Missionsförbundets mest uppmärksammade evangelister och under 1940- och 50-talen fick han vara med om väckelsetider, bland annat i Karlskoga, Huskvarna, Ljungby och Östervåla. 1948 kom 200 personer till tro i Värnamo och några år senare 250 i Vårgårda. En väckelse i Nässjö har också förknippats med honom. Ända upp i 90-årsåldern var han verksam som förkunnare.
Berthil Paulson gifte sig första gången 1944 med Elsa Ljungkvist, avliden 1956, och andra gången 1958 med Britt Hagenfors som var änka med sonen Tomas Hagenfors. Hennes far var missionsföreståndaren Johan Gustafsson. Berthil Paulson är begravd på Spånga kyrkogård.

## AKO-teamet
Berthil Paulson samarbetade gärna med andra. Under flera år hade han väckelseserier tillsammans med evangelisten Erik Holmberg från Anderstorp, fram till dennes död 1953 Efter ett besök på den amerikanske evangelisten Billy Grahams väckelsekampanj i London 1954 kom tanken att bilda ett svenskt väckelseteam. Berthil Paulsons svåger Kåre Rygh var initiativtagare, föreningen Kristna affärsmän och näringsidkare (KAN) gav ekonomisk garanti och organisationen Navigatörerna ställde upp med studiematerial. I augusti 1954 bildades stiftelsen All-Kristen Offensiv (AKO) med en ekumeniskt sammansatt styrelse. Ett tält med 2200 sittplatser köptes in från Cirkus Scott. Redan från början fick nyheten stor medial uppmärksamhet men blev också mycket kritiserad. Vårvintern 1955 åkte hela AKO-teamet på studiebesök till Billy Grahams kampanj i Glasgow och blev där presenterade vid ett stort väckelsemöte. Första kampanjen i Sverige hölls i Västerås våren 1955 och som arrangör stod stadens alla kyrkor, från Svenska kyrkan till Pingstförsamlingen. Kampanjen gjordes känd genom marknadsföring som var professionell men unik i kristna sammanhang. Fram till den sista AKO-kampanjen som hölls i Katrineholm våren 1961 hade kampanjer hållits i bland annat Norrköping, Betlehemskyrkan och Mässhallarna i Göteborg, Åmål och Visby. I Stockholm hölls en kampanj i Blasieholmskyrkan som med sina 3000 sittplatser inte räckte till, utan mötena fick dubbleras till S:t Jakobs kyrka. Samlingar hölls även i Immanuelskyrkan, Musikaliska Akademien, Adolf Fredriks kyrka, Blå hallen i Stadshuset, på Nalen och dansrestaurangen Lorry. Ett ekumeniskt ungdomsarbete av social karaktär fortsatte i flera år efter kampanjens slut. AKO-teamet förändrades under årens lopp och bestod av både talare, sångare, musiker och organisatörer. Berthil Paulson var alltid med, och dessutom ingick periodvis bland andra Paul Lilienberg, Thore Gullberg, Olle Widestrand, Gunnar Karlsson, Rune Lindsten och Karl Erik Freed. Inför varje kampanj engagerades hundratals lokala medarbetare såsom sångare, förebedjare, samtalspersoner och organisatörer av olika slag.

## Nytt Liv
Under ett par års tid efter AKO-kampanjerna arbetade Berthil Paulson med att utbilda lekmän i evangelisationsarbete, bland annat under rubriken Operation Pionjär som var en idé han hämtat från Skottland. Han hade även en del mindre väckelsekampanjer på olika orter. Våren 1963 startade stora kampanjer under rubriken Offensiv Nytt Liv med Sigvard Gustafsson i Lidköping som organisatör och Berthil Paulson som talare. Förlagsaktiebolaget Nytt Liv bildades och gav ut bland annat sångboken Halleluja 1972. Fram till 1985 kom fem olika utgåvor av sångboken i sammanlagt nära en halv miljon exemplar. Tidningen Nytt Liv köptes in och började ges ut i ny regi av en redaktion med bland andra evangelisterna Berthil Paulson och John Hedlund. Tidningen gick senare samman med den kristna gatutidningen Petrus och fick Magnus Malm som redaktör och Berthil Paulson som ansvarig utgivare. Ett unikt runt tält med bara en mast och med 2000 sittplatser tillverkades efter beställning. Tältet med all utrustning vägde hela 72 ton och kom att användas i många kampanjer. Berthil Paulson samarbetade nu med sångare och mötesledare som George Harris (som senare blev skådespelare), Nils Börge Gårdh, Jan Sparring, Dan Eclundh och framför allt Jan Erixon som efterträdde Berthil Paulson som ansvarig för kampanjerna. Nytt Liv-kampanjer hölls i till exempel Lidköping, Trollhättan, Alingsås, Sollentuna, Nässjö, Borås och Tranås, så gott som alltid i ekumenisk regi.

## Visionen om en ny värld
När Berthil Paulsons hälsa inte längre var stark nog för de stora kampanjerna arbetade han med ekumeniska seminarier och församlingshelger under rubriken "Visionen om en ny värld". Indienmissionären och författaren Stanley Jones blev inspirationskälla för en radikal syn på Guds rike där evangelium inte bara får betydelse för enskilda människors andliga liv, utan också för bygget av ett rättvist samhälle. Här smälte väckelsearbetet och det socialt politiska engagemanget samman på ett nytt sätt. Inte minst arbete för fred blev viktigt. För att bevara och utveckla det nordiska väckelsearvet var Berthil Paulson 1986 med och bildade Frank Mangs-fonden.